# Acta Astronomica
Acta Astronomica est une revue scientifique spécialisée dans l'astronomie et l'astrophysique. Elle a été fondée en 1925 par l'astronome polonais Tadeusz Banachiewicz. Elle a d'abord publié des articles en latin, puis aussi en anglais, allemand et français. Aujourd'hui elle est entièrement anglophone.
La revue est publiée par la Fondation Nicolas-Copernic pour l'astronomie polonaise.